# Damir Džumhur
Damir Džumhur (Sarajevo, 20 de maio de 1992) é um tenista profissional bósnio.

## Carreira
Mesmo em início de carreira, é considerado o melhor tenista bósnio da ATP.